# Blondelia albopilosa
Blondelia albopilosa là một loài ruồi trong họ Tachinidae.